# Stazione di Ostkreuz
La stazione di Ostkreuz (ted. "incrocio est") è un'importante stazione ferroviaria di Berlino. Con 100.000 viaggiatori al giorno è la più frequentata stazione di interscambio della rete S-Bahn di Berlino. Si trova nel quartiere di Friedrichshain. Nel 2018 sono stati svolti importanti lavori di riqualificazione che hanno portato a una completa ricostruzione della stazione con criteri moderni con maggiore comfort per i viaggiatori e servizi per persone a mobilità ridotta come scale mobili e ascensori. È stata resa fermata anche per treni regionali, tra cui quelli diretti all'Aeroporto di Berlino-Brandeburgo.
Sono presenti bancarelle e piccoli negozi, tra cui un McDonald's.

## Movimento
La stazione è servita dalle linee S 3, S 41, S 42, S 5, S 7, S 75, S 8 e S 85 della S-Bahn e dalle linee regionali FEX, RB 12, RB 23, RB 24, RB 25, RB 26, RE 1, RE 2, RE 7 e RE 8.

## Interscambi
- Fermata autobus